# Ambroise Garin
Ambroise Garin (* 10. Mai 1875 in Arvier; † 31. März 1969 in Argenteuil) war ein italienisch-französischer Radrennfahrer.

## Sportliche Laufbahn
Garin war im Straßenradsport aktiv. Geboren in Italien als Ambrogio Cesariano Garin, nahm er 1925 die französische Staatsbürgerschaft an. 1901 wurde er hinter Lucien Lesna Zweiter bei Paris–Roubaix. 1899 und 1902 hatte er den 3. Platz belegt. 1900 und 1902 kam er bei Bordeaux–Paris als Dritter ins Ziel. 1903 fuhr er die erste Tour de France, beendete die Rundfahrt jedoch nicht.

## Familiäres
Seine Brüder Maurice Garin (der Sieger der ersten Tour de France 1903) und César Garin waren ebenfalls Radrennfahrer.